# Аварійне оповіщення
Система оповіщення про небезпеку (англ. Warning system) - система завчасного повідомлення про несприятливі події, такі як стихійні лиха, щоб бути в змозі запобігти або зменшити збитки, наприклад, при евакуації людей та їх майна. Прикладом може бути системи попередження про цунамі.

## Програма Організації Об'єднаних Націй
Система раннього оповіщення (англ. Early warning system) є терміном, який використовуються ООН в рамках Міжнародної програми попередження населення про надзвичайні загрози (IEWP 2007). 
При виникненні критичного інциденту чи події 10000 співробітників отримують інформацію через 
систему ENS (Everbridge Aware emergency notification system) для вирішення питань безпеки.
Коли виникає гостра ситуація, Програма розвитку Організації Об'єднаних Націй використовує технологію SWN (Send Word Now) системи аварійного оповіщення для глобального попередження свого персоналу.
Надалі також планується налагодити систему збору та обміну інформацією між структурами ООН, міжнародними фінансовими інститутами та державними органами з питань енергетичної, продовольчої та соціально-економічної безпеки.

## Системи раннього попередження керівництва
Фінансова система раннього попередження - інформаційна система, яка використовується в управлінні підприємством, де збирається, обробляється і надається певна інформація для старших керівників компаній.
Система дозволяє керівництву швидко реагувати на зміни в бізнес-середовищі і адаптувати компанію до нових умов. Система зазвичай побудована за допомогою інструментів бізнес-аналітики  і працює на системі транзакцій (обробки транзакцій - OLTP). Зміни довкілля відслідковуються на постійній основі. Система надає компанії інформацію про явища і процеси, а також імовірність їх розвитку, що дозволяє менеджерам  швидко і гнучко реагувати на майбутні зміни, вживати заходів, щоб змінити поведінку в довкіллі по ситуації і, отже , бути краще адаптованими до нових вимог довкілля.